# Linonotus
Linonotus är ett släkte av skalbaggar. Linonotus ingår i familjen vivlar.

## Dottertaxa tillLinonotus, i alfabetisk ordning[1]
- Linonotus amoenus
- Linonotus caseyi
- Linonotus comptus
- Linonotus cribricollis
- Linonotus curtulus
- Linonotus distinctus
- Linonotus duplicatus
- Linonotus eximius
- Linonotus gratus
- Linonotus jacilo
- Linonotus justus
- Linonotus longirostris
- Linonotus malleri
- Linonotus marshalli
- Linonotus modicus
- Linonotus montei
- Linonotus nicki
- Linonotus orlandoi
- Linonotus plaumanni
- Linonotus regalis
- Linonotus rubicundus
- Linonotus scitus
- Linonotus stromantheae
- Linonotus tenellus
- Linonotus volximi
- Linonotus zikani